# 湖南路街道
湖南路街道（こなんろがいどう）は、南京市鼓楼区の街道。現行行政地名は湖南路街道大方巷社区、湖南路街道青島路社区などの社区8個がある。

## 行政区画
8街道を管轄する。
| 番号 | 社区名     | 番号 | 社区名     |
| ---- | ---------- | ---- | ---------- |
| 01   | 大方巷社区 | 05   | 南秀村社区 |
| 02   | 丁家橋社区 | 06   | 裴家橋社区 |
| 03   | 傅厚崗社区 | 07   | 青島路社区 |
| 04   | 馬台街社区 | 08   | 雲南路社区 |

## 施設
・介護施設：
・図書館：

### 交通
・地下鉄の駅：

### 教育
・大学：南京大学
・中学：
・小学：

### 医療
・病院：鼓楼医院

### 娯楽
・体育館：
・メデイア：江蘇省出版集団